# Каспер Уиндинг
Каспер Уиндинг (на датски: Kasper Winding), роден на 21 юни 1956 г. в Копенхаген, е датски барабанист и мултиинструменталист, музикален продуцент и актьор. Той е женен за Бригите Нилсен през 1983 – 1984 г. и двамата имат син Джулиан. Той е и по-големият полубрат на филмовия режисьор Никълъс Уиндинг Рефн.
Каспер започва кариерата си като професионален барабанист около 1970 г. и като младеж свири с много известни джаз и поп изпълнители. На 16-годишна възраст съосновава датската латино фънк фюжън група Buki Yamaz със своя братовчед Аске Бенцон. Композира и записва музика с музиканти и режисьори от цял като Филип Глас,Ролинг Стоунс, Бари Уайт, Nina Hagen, Пер Норгард, АББА, Тери Райли, Франк Запа и др.

## Дискография
- Kick (1980)
- Attitudes and Broken Hearts (1981)
- Swing (1983)
- Daddy’s in Rare form Tonight (1987)
- No. 5 (1989)
- No. 6 (1990)
- Uno, deux, drei, four (1992)
- Pop from the Deep End (1996)
- Vibe-O-gram (1999)
- The Collection (1987 og 2000, inofficiell utgåva)
- Lidt til og meget mere (2000, „Greatest Hits“)
- Domestika (25 oktober 2004)

## Филмова музика
- Snuten som rensade upp (1976 )
- Släkten (1978)
- De flygande djävlarna (1985)